# Erwin Hanslik
Erwin Hanslik (ur. 12 lutego 1880 w Białej, zm. w lipcu 1940 na zamku Hartheim) – austriacki geograf, historyk kultury, publicysta, nauczyciel akademicki Uniwersytetu Wiedeńskiego.

## Życiorys
Urodził się w Białej (dziś Bielsko-Biała), wówczas granicznym mieście Galicji jako syn robotnika fabrycznego i praczki. Od roku 1898 studiował historię i geografię na Uniwersytecie Wiedeńskim. Wśród jego nauczycieli byli Oswald Redlich i Albrecht Penck. W 1906 obronił pisaną pod kierunkiem Pencka pracę doktorską Kulturgrenze und Kulturzyklus in den polnischen Westbeskiden. Eine prinzipielle kulturgeographische Untersuchung (Granice kulturowe i cykl kulturowy w Beskidach Zachodnich. Zasadnicza analiza kulturowo-geograficzna.) Habilitował się w dziedzinie geografii społeczno-ekonomicznej w roku 1911 rozprawą pt. Biala, eine deutsche Stadt in Galizien: Geographische Untersuchung des Stadtproblems (Biała, niemieckie miasto w Galicji: geograficzny rozbiór problemu). Problematyką swojej ziemi ojczystej zajmował się i w innych swoich publikacjach, m.in. w 1910 r. Kulturgeographie der deutsch-slawischen Sprachgrenze (Geografia kulturowa niemiecko-słowiańskiej granicy językowej).
Po studiach wykładał jako privatdozent na swojej uczelni, utrzymywał się natomiast z pracy nauczyciela w szkole realnej w Wiedniu–Alsergrund. W 1915 założył wraz z orientalistą Edmundem Küttlerem prywatny Instytut Badań Kulturowych, który stawiał sobie za cel „poszerzać zrozumienie Wschodu i Orientu” i „z pomocą różnych ludów Austrii przełamywać mosty między Wschodem i Zachodem”. Członkami instytutu zostali m.in. Gustav Klimt, Oskar Kokoschka i Adolf Loos. Poglądy Hanslika związane były w dużej mierze z biologizmem. Efektem działań instytutu były prace:
- Die Menschheit in 30 Weltbildern (Ludzkość w 30 obrazach świata), 1917
- Österreich: Erde und Geist (Austria: ziemia i duch), 1917
- Weltgeschichte in gemeinverständlicher Darstellung. Einleitung und Geschichte des alten Orients (Historia świata w ogólnie zrozumiałym rysie. Wstęp i dzieje starego Orientu), 1919

W życiu prywatnym zmagał się z problemami psychicznymi, których przyczyn szukano w wypadku, jaki przytrafił mu się podczas podróży na Morzu Śródziemnym. Latem 1940 r. został zamordowany w ośrodku na zamku Hartheim w ramach nazistowskiej Akcji T4.